# Kaleb Canales
Pour les articles homonymes, voir Canales (homonymie).
Kaleb Canales, né le 7 juillet 1978 à Laredo au Texas, est un entraîneur américain de basket-ball.

## Carrière d'entraîneur
Il est, de 2009 à 2012, entraîneur adjoint au sein de la franchise NBA des Trail Blazers de Portland. En mars 2012, il prend la succession de Nate McMillan, licencié de son poste, en tant qu'entraîneur principal de l'équipe, il devient le plus jeune entraîneur de l'histoire de la NBA.
Durant l'été 2012, Portland nomme Terry Stotts la tête du poste d'entraîneur principal mais Canales prolonge avec l'équipe et revient au poste d'adjoint.
Le 3 mai 2013, Canales accepte un poste d'adjoint aux Mavericks de Dallas, entraînés par Rick Carlisle.